# Aartsbisdom St. John's
Het aartsbisdom St. John's (Latijn: Archidioecesis Sancti Ioannis Terrae Novae) is een rooms-katholiek aartsbisdom met als zetel St. John's, in Canada. De aartsbisschop van St. John's is metropoliet van de kerkprovincie St. John's, waartoe ook de volgende suffragane bisdommen behoren:
- Corner Brook and Labrador
- Grand Falls

## Geschiedenis
Het aartsbisdom werd opgericht op 30 mei 1784, als de apostolische prefectuur Newfoundland, uit delen van het apostolisch vicariaat London District en het bisdom Quebec. Op 5 januari 1796 werd het verheven tot apostolisch vicariaat. Op 4 juni 1847 werd het verheven tot bisdom, en werd suffragaan aan het aartsbisdom Quebec. Op 29 februari 1856 veranderde het van naam naar bisdom Saint John’s, Newfoundland. Op 8 februari 1904 werd het verheven tot metropolitaan aartsbisdom. 

## Parochies
Het aartsbisdom had in 2020 een oppervlakte van 16.641 km2 en telde 225.180 inwoners waarvan 47,1% rooms-katholiek was.

## Ordinarii

### Bisschoppen
- James Louis O’Donel (17 mei 1784 - 5 januari 1796)
- Patrick Lambert (1 januari 1807 - 23 september 1816; coadjutor sinds  30 juli 1805)
- Thomas Scallan (23 september 1816 - 7 juni 1830; coadjutor sinds 20 maart 1815)
- Michael Anthony Fleming (7 juni 1830 - 14 juli 1850; coadjutor sinds 10 juli 1829)
- John Thomas Mullock (14 juli 1850 - 29 maart 1869; coadjutor sinds 14 december 1847)
- Thomas Joseph Power (13 mei 1870 - 4 december 1893)
  - Thomas Francis Brennan (hulpbisschop: 1 februari 1893 - 7 oktober 1905)

### Aartsbisschoppen
- Michael Francis Howley (5 januari 1895 - 15 oktober 1914)
- Edward Patrick Roche (26 februari 1915 - 23 september 1950)
  - Thomas John Flynn (coadjutor: 7 april 1945 - 7 september 1949)
- Patrick James Skinner (23 januari 1951 - 28 maart 1979; hulpbisschop sinds 24 januari 1950)
- Alphonsus Liguori Penney (28 maart 1979 - 2 februari 1991)
- James Hector MacDonald (2 februari 1991 - 4 december 2000)
- Brendan Michael O’Brien (4 december 2000 - 1 juni 2007)
- Martin William Currie (18 oktober 2007 - 12 december 2018)
- Peter Joseph Hundt (12 december 2018 - heden)

## Galerij van afbeeldingen

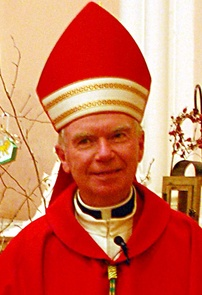
Aartsbisschop Brendan O'Brien in 2008
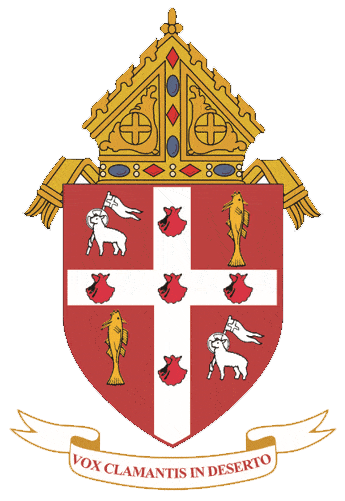
Wapen van het aartsbisdom St. John's
Kerkprovincie St. John's op een kaart van de Canadese bisdommen

St. John's (aartsbisdom) · Corner Brook and Labrador · Grand Falls